# Demòfil d'Hímera
Demòfil (en grec antic: Δημόφιλος, llatí: Demophilus) fou un pintor de l'antiga Grècia natural d'Hímera, a l'illa de Sicília, que va florir cap al 424 aC. Plini el Vell diu que va ser el mestre del gran pintor Zeuxis d'Heraclea (Naturalis Historia, XXXV, 9,36).